# لوثار لامبرت
لوثار لامبرت (بالألمانية: Lothar Lambert)‏ (و. 1944 – م) هو مخرج سينمائي، وكاتب سيناريو، وممثل من ألمانيا . ولد في رودل اشتات .

## روابط خارجية
- لوثار لامبرت على موقع IMDb (الإنجليزية)
- لوثار لامبرت على موقع ألو سيني (الفرنسية)
- لوثار لامبرت على موقع أول موفي (الإنجليزية)
- لوثار لامبرت على موقع قاعدة بيانات الأفلام السويدية (السويدية)
- لوثار لامبرت على موقع قاعدة بيانات الفيلم (الإنجليزية)
- لوثار لامبرت على موقع كينوبويسك (الروسية)